# LII. Armeekorps (Wehrmacht)
Das Generalkommando LII (52. Armeekorps) war ein Großverband der deutschen Wehrmacht, der im Zweiten Weltkrieg an der südlichen Ostfront eingesetzt wurde.

## Geschichte
Das Generalkommando LII. wurde am 25. Oktober 1940 im Wehrkreis VI aufgestellt.

### 1941
Zum Beginn des Unternehmen Barbarossa war das LII. A.K. Teil der 17. Armee (General der Infanterie Carl-Heinrich von Stülpnagel). Es war mit der 100. und 101. leichten- sowie der 257. Infanterie-Division am San-Bogen zwischen Jaroslau-Dynów aufmarschiert und wurde mit seinem linken Nachbarn- dem XXXXIX. Gebirgskorps auf Lemberg angesetzt. Die 101. leichte Division errichtete am 22. Juni gegenüber dem sowjetischen 8. Schützenkorps (General Winogradow) einen San-Brückenkopf bei Przemyśl. Nach dem Zurückgehen der durch Abschneidung bedrohten sowjetischen 6. und 26. Armee nahm die 17. Armee die Verfolgung über Proskurow in den Raum Winniza auf.
Anfang August war das Generalkommando während der Schlacht bei Uman mit der 100. und 101. leichten und der 257. I.D. im Zusammenwirken mit dem XXXXIX. Gebirgskorps an der Schließung der westlichen Kesselfront beteiligt. Ende August errichtete das Generalkommando im Zuge der Schlacht um Kiew bei Krementschug mit der 9., 298.  und 297. Infanterie-Division einen Dnjepr-Brückenkopf, aus welchem die Offensive der Panzergruppe 1 nach Norden gestartet wurde. Das Korps deckte beim Ausbruch aus dem Brückenkopf die Ostflanke gegenüber sowjetischen Angriffen aus dem Raum Krasnograd. Nach dem Sieg in dieser Kesselschlacht erfolgte der Vormarsch über Poltawa an den Donez-Abschnitt. Der Kommandierende General von Briesen fiel am 20. November im Raum Slawjansk bei einem sowjetischen Fliegerangriff. Mitte Dezember 1941 waren dem Generalkommando im Raum Artemiwsk die 97. und 101. leichte sowie die 111. Infanterie-Division unterstellt.

### 1942
Nach Beteiligung an der Abweisung der sowjetischen Offensive über den Donez im Frühjahr nahm das Korps ab Juli 1942 am Unternehmen Edelweiß, dem Einbruch in den Kaukasus teil. Das Korps deckte im Herbst im östlichen Kaukasus zusammen mit dem XXXX. Panzerkorps die östliche Flanke der 1. Panzerarmee, unterstellt waren die 111. und 370. Infanterie-Division. Das Korps deckte während der Schlacht um Naltschik den linken Flügel des III. Panzerkorps, während der Angriffe über den Terek in Richtung auf Ordschonikidse lag zeitweilig auch die SS-Division Wiking im Korpsbereich, wurde aber bald durch die nachgezogene 50. Infanterie-Division abgelöst.

### 1943
Ende Dezember 1942 wurde infolge des Zusammenbruchs der Heeresgruppe Don der schnelle Rückzug der 1. Panzerarmee aus dem Kaukasus nötig. Das seit vergangenen Herbst der 1. Panzerarmee zugewiesene Generalkommando LII wurde wieder der 17. Armee überstellt. Mit der 50., 111. und der 370. Infanterie-Division wurde Ende Januar 1943 eine Abwehrstellung im Kuban-Gebiet eingenommen.
Mitte Februar 1943 wurde das Generalkommando aus dem nördlichen Sektor des Kuban-Brückenkopfes herausgezogen und in den Raum Belgorod verlegt. Während der Schlacht im Kursker Bogen (5. bis 13. Juli 1943) sicherte das Korps den rechten Flügel der nach Norden angesetzten 4. Panzerarmee, dabei waren die 57., 255. und 332. Infanterie-Division zugeteilt.
Anfang August 1943 begann die Belgorod-Charkower Operation, infolge das Korps bis Anfang September 1943 hinter den Psel in den Raum Lebedyn zurückgeworfen wurde. Nach dem allgemeinen Rückzug der Heeresgruppe Süd hinter den Dnjepr sicherte das Korps Anfang Oktober zunächst im Raum Krementschug. Bald darauf sicherte das LII. Armeekorps eine neue Frontlinie im Raum Kirowograd, dabei unterstellt waren die 76. und 384. Infanterie-Division, zeitweilig Teile der 13. und 17. Panzer- sowie die SS-Division Totenkopf und die 2. Fallschirmjäger-Division.

### 1944
Die Stadt Kirowograd ging im Januar 1944 verloren, das Korps konnte sich aber südlich der Stadt weiterhin halten, die Verbindung nach Kriwoi Rog hielt das LVII. Panzerkorps aufrecht. Am 6. März startete die 3. Ukrainische Front die Beresnegowatoje-Snigirjower Operation, wobei am 12. März der Rückzug der 6. Armee abgeschnitten wurde. 13 deutsche Divisionen, darunter auch jene des LII. A.K. waren zeitweilig zwischen Ingulez und Ingul von allen Verbindungen abgeschnitten.
Anfang Mai 1944 wurde das Korps hinter den Dnjestr-Abschnitt zurückgenommen, wo man die folgenden Monate mit der zugewiesenen 4. Gebirgs-Division, der 320. und 294. Infanterie-Division in Verteidigung verblieb. Nach dem Beginn der russischen Offensive am Pruth wurde die Front der deutschen 6. Armee am 20. August 1944 an mehreren Stellen durchbrochen. Zwei sowjetische Fronten griffen gegen die Flanken der 6. Armee an und hatten auch die dem Korps unterstellte 161., 294. und 320. Infanteriedivision innerhalb weniger Tage abgeschnitten. Bis zum 24. August war der Ring auch um das benachbarte XXXXIV. und XXX. Armeekorps geschlossen, ein Ausbruchsversuch war nicht mehr erfolgreich. Bis zum 27. August gab es im Kessel von Kischinew keine organisierte Führung und Widerstand mehr. Die Truppen gerieten in sowjetische Gefangenschaft, das zerschlagene Korps wurde aufgelöst.

## Führung
Kommandierende Generale
- General der Infanterie Kurt von Briesen, 25. November 1940 – 20. November 1941
- General der Infanterie  Eugen Ott, Dezember 1941 – 1. Oktober 1943
- General der Infanterie Hans-Karl von Scheele, 1. Oktober 1943 – 20. November 1943
- General der Infanterie Erich Buschenhagen, 20. November 1943 – 1. Februar 1944
- General der Infanterie Rudolf von Bünau, 1. Februar 1944 – 1. April 1944
- General der Infanterie Erich Buschenhagen, 1. April 1944 – Ende August 1944 (nach Gefangennahme Mitglied des Nationalkomitee Freies Deutschland)[1]